# 回転銀河
『回転銀河』（かいてんぎんが、Round Universe Round）は、海野つなみによる日本の漫画。

## 概要
恋愛を主題としたオムニバス漫画で、2003年から講談社の『One more Kiss』『Kiss』にて不定期に連載が開始された。2005年頃からは古典作品の「とはずがたり」を漫画化した「後宮」の連載開始に伴い一時中断されたが、2008年頃から連載が再開された。再開時には『One more Kiss』が休刊していたため、2008年に創刊された『Kiss PLUS』にて連載されている。『Kiss』本誌で2009年 - 2011年に「小煌女」が、2012年 - 現在は「逃げるは恥だが役に立つ」の連載が開始され、再び本作の連載は中断している。単行本は2010年5月時点で既刊6巻。

## 連載のエピソード
1995年頃、『mimi』で連載していた「ゆうてる場合か!」の次の作品として、本作の第1話（「イノセント・インセスト」）のネームを出したところ、編集長のOKは出たものの、姉弟間の恋愛感情という内容が内容だけに編集部内で賛否両論となり結局採用されなかった。
翌1996年、『Amie』創刊時に再び本作を推したが、やはり内容が問題となり連載は叶わなかった。その後『Amie』で連載が始まったオムニバス作品「Kissの事情」は、本作がベースになっている。
時は経ち2002年、『Vanilla』でも本作を出したところ、内容はOKが出たが、主人公が高校生という点にストップがかかった。
その後、『mimi』の時から担当してくれていた編集者に「じゃあ『Kiss』で」と言われ、ダメ元で出したところ、とりあえず4回という条件付きで、2003年に増刊号『One more Kiss』での連載が決まった。
尚、『mimi』は1996年に、『Amie』は1998年に、『Vanilla』は2003年に、いずれも休刊している。
また、元々のタイトルは「天体観測」だったが、作品が受け入れられなかった8年の間にテレビドラマ「天体観測」とその主題歌「天体観測」がヒットし、もう使えないと判断し、やむを得ず「回転銀河」に変えられた。これは「銀河回転」という天文用語に因んでいる。

## 各話情報
| 収録巻 | #  | サブタイトル                   | 掲載誌        | 掲載号       | 主人公            |
| ------ | -- | ------------------------------ | ------------- | ------------ | ----------------- |
| 1巻    | 1  | イノセント・インセスト         | One more Kiss | 2003年2月号  | 樫本衿子 樫本晴明 |
| 1巻    | 2  | ぼくの惑星                     | One more Kiss | 2003年3月号  | 泉                |
| 1巻    | 3  | 空を飛んだ日                   | One more Kiss | 2003年5月号  | 篠田恭子          |
| 1巻    | 4  | 満月                           | One more Kiss | 2003年6月号  | 須磨巴 池上征司   |
| 2巻    | 5  | 二重惑星                       | One more Kiss | 2003年11月号 | 須磨巴 守口真悟   |
| 2巻    | 6  | 銀河鉄道                       | Kiss          | 2003年17号   | 鈴木宵子          |
| 2巻    | 7  | 黒騎士                         | One more Kiss | 2004年1月号  | 守口真悟          |
| 2巻    | 8  | 美しき世界                     | Kiss          | 2004年1号    | 市川環            |
| 3巻    | 9  | サテライト                     | One more Kiss | 2004年5月号  | 和倉千絵 天野兄弟 |
| 3巻    | 10 | 分岐点                         | One more Kiss | 2004年7月号  | 篠田恭子          |
| 3巻    | 11 | 天動説                         | One more Kiss | 2004年9月号  | 天野優            |
| 3巻    | 12 | ワールズ・エンド               | One more Kiss | 2004年11月号 | 樫本晴明          |
| 4巻    | 13 | 雨                             | One more Kiss | 2005年1月号  | 天野賢            |
| 4巻    | 14 | 百花繚蘭                       | One more Kiss | 2005年5月号  | 中原 紺野沙季     |
| 4巻    | 15 | グレープフルーツ・マーマレード | Kiss          | 2005年9号    | 阿部貴美 市川環   |
| 4巻    | 16 | クエーサー                     | One more Kiss | 2005年9月号  | 和弥 葛西武夫     |
| 5巻    | 17 | わたしの一日                   | Kiss          | 2008年2号    | 美子              |
| 5巻    | 18 | 悪魔に魅入られし娘             | Kiss PLUS     | 2008年3月号  | 天野兄弟 和倉千絵 |
| 5巻    | 19 | クロニクル                     | Kiss PLUS     | 2008年5月号  | 周防貴大          |
| 5巻    | 20 | 最後の日                       | Kiss PLUS     | 2008年7月号  | 松崎純也          |
| 6巻    | 21 | 逆回転                         | Kiss PLUS     | 2008年11月号 | 天野優            |
| 6巻    | 22 | ごしきひわ                     | Kiss PLUS     | 2009年1月号  | 江梨奈            |
| 6巻    | 23 | 龍の鱗（前編）                 | Kiss PLUS     | 2009年3月号  | 天野優 和倉千絵   |
| 6巻    | 24 | 龍の鱗（後編）                 | Kiss PLUS     | 2009年5月号  | 天野優 和倉千絵   |

- 10話を描いている時、作者は1998年から1999年頃に連載していた「Telescope Diaries」を思い出した。
- 4巻から5巻の間は、「後宮」を連載していたが、その連載中から担当編集者からはずっと「次は『回転銀河』ね!」と言われ続けていた。
- 11話「天動説」と13話「雨」は表裏のような関係である。
- 16話「クエーサー」は決してハッピーエンドではなく、作者の中ではアンハッピーエンドの物語である。
- 19話「クロニクル」は“本当に”番外編であり、登場人物同士のリンクがまだ明かされていないが、最後に「新章（近々始まる予定）」と描かれている。

## 登場人物
基本的に、県立相良第二高校を舞台としている。年齢・学年等は初登場時に準ずる。
樫本 衿子（かしもと えりこ）
高校3年生。喘息の療養のため、約2年間家族と離れて山口県の祖母の家で生活していた。別人のように成長した弟にときめいてしまい、互いに気持ちを確認し合う。「赤毛のアン」に出てくるマシュウとマリラ兄妹のような関係が理想。お互い以上に好きな人ができたら祝福しようと決めている。
樫本 晴明（かしもと はるあき）
衿子の弟。高校1年生。帰ってきた衿子によそよそしい態度を取る。小学5年生の頃、寝ている衿子にキスをしたことがあり、実は衿子のことが好き。水泳部所属。183cm。衿子と同じ気持ちだと分かった後は、普通の男と普通の恋愛をした方がいいと考え距離を取っていたが、衿子が他の男に迫られているのが我慢できず、衿子を選ぶことを決意した (#12) 。
泉（いずみ）
衿子のクラスメイトで、衿子と同じ中学出身。衿子が山口へ行く直前の1週間だけ付き合っていたが自然消滅した。バスケ部所属。162cm。衿子が危ない道（近親相姦）へ行ってしまわないかと心配しつつ、あわよくばと期待していた。
中学生の弟・タカシと小学生の弟・ユウスケがいる (#2) 。尚、母親は後妻。
池上 征司（いけがみ せいじ）
晴明の親友。1年生にしてバスケ部のエース。182cm。クールで正直。須磨のことを女として見ていなかったが、ある件をきっかけに急激に意識し始め、後に付き合い始める (#5) 。中学1年の妹がいる (#4) 。
篠田 恭子（しのだ きょうこ）
高校2年生。入学直後に校内で痴漢に遭い、極度の男嫌いになる。須磨のことが好き。なるべく地味に見えるようにおさげ髪にしている。須磨ファンの女子生徒を仕切っているため、「須磨部」のマネージャーと呼ばれる。須磨の池上への気持ちに気付き、応援するが内心は複雑な思いでいる。叶恭子のモノマネが得意。頭はいいが、運動は苦手。
須磨 巴（すま ともえ）
王子様のようなルックスで、女の子から人気がある。女子バスケ部所属。池上のことが好きで、少しでも存在を認めてもらいたくてバスケに打ち込む。
守口 真悟（もりぐち しんご）
恭子のクラスメイト。巨乳が大好きでいつもエロトークに勤しむ。須磨にべったりの恭子をからかっていたが、放課後の教室で髪をほどいて泣く恭子を見てしまい、気になる存在となる。須磨らにそれは恋だと指摘され自覚し (#5) 、白馬の王子様（須磨）からお姫様（恭子）をかっさらう黒騎士になると決意し、恭子に公開告白をする (#7) 。猛烈にアプローチし始めるも、それまでの態度が態度だっただけに、嫌がらせとしか思われず報われずにいた。努力の甲斐あって思いが通じた後、成功率の低いことに敢えて強気でチャレンジすることを「ミラクルを起こす」と校内でブームになる。
中辻（なかつじ）
女子バスケ部員。男子バスケ部員の山本とは「夫婦」などとからかわれる仲。
鈴木 宵子（すずき よいこ）
須磨ファンの1年生。親友に彼氏ができ、1人で下校することになり、道々の庭の花を愛でながら帰っていたところ、無邪気な健二と出会い、短期間ながら好きになってしまう (#6) 。
小宮山 健二（こみやま けんじ）
宵子のクラスメイトだが、一度も登校していない。研修医をしていた兄・健一が突然大学病院を辞め、家族の反対を押し切って海外へ行ってしまう。「倒れている人に手を差し出す人になりたい」という兄の志の原点を思い出し、兄を追って海外へ行く (#6) 。小4の妹は健一が出ていった後にはケンイチという名の小鳥を、健二が出ていった後にはケンジという名の犬を飼い始めた。
市川 環（いちかわ たまき）
1年生。クラスメイトからのお昼ご飯の誘いを断って以来、クラスで浮いている。天野兄弟の声が好き。吉田に声をかけられ親しくなるが、上級生の女子に呼び出され、一昔前のドラマのような展開になりかけたところを偶然天野に助けられ (#8) 、それ以来彼からは「ドラマちゃん」と呼ばれる。
吉田（よしだ）
2年生。いつも1人でご飯を食べている環に声をかける (#8) 。実は慶安女子校に彼女がいた。
天野兄弟（あまのきょうだい）
兄・優（すぐる）と弟・賢（まさる）の一卵性の双子の兄弟。麗しい見た目とは裏腹に、告白してくる女子にひどい仕打ちをするため「美しき悪魔」と呼ばれる。千絵が作る帽子を気に入っている。祖父が双子。
アゴタ・クリストフの「悪童日記」の兄弟のイメージが影響している。
天野 優（あまの すぐる）
双子の兄。手芸部に頻繁に出入りするようになる。男女間の友情は成立しないと考えている。東京大学を受験する。
天野 賢（あまの まさる）
双子の弟。和倉のクラスメイト。初めて本気になれる相手（彬子）を見つける。京都大学を受験する。
阿部 貴美（あべ たかみ）
環のクラスメイト。バレー部所属。姉御肌な性格でクラスや行事のまとめ役を任される。
和倉 千絵（わくら ちえ）
3年生で天野弟（賢）と同じクラスになる。サッカー部のマネージャーをしていたが、趣味の帽子作りのために手芸部に変わった。天野兄弟に対して劣等感を持たずに真っ直ぐに接し、2人から「ミス・中立（ニュートラル）」と呼ばれる。優が手芸部に出入りするようになり、何かと構われるうちに好きになる。
松崎 純也（まつざき じゅんや）
天野優のクラスメイト。2年の2学期に転校してきた。サッカー部所属。自信過剰な性格。髪型や持ち物など、何でも天野兄弟の真似をし、天野兄弟の友達を自称する。2人から疎まれているが、それを認めようとしない。3年生の6月に転校していく。
鷺沢 玲香（さぎさわ れいか）
お嬢様学校で有名な慶安女子校の生徒。前ミス慶女。賢と付き合っていた。
江梨奈（えりな）
慶女の生徒。優と付き合っている。優は内心「可愛いだけが取り柄」だと思っている。
啓介（けいすけ）
天野兄弟の従弟叔父（父親の従弟）。興信所やキャバクラなどを手広く経営する。啓介は天野兄弟の美貌と知能を、兄弟は啓介の人脈などを互いに何かと利用し合っており、松崎の急な転校にも裏で関わっている。
柴原 彬子（しばはら あきこ）
元ミス慶女（玲香の2代前）。玲香が中等部時代から憧れていた先輩。父親の会社が倒産し、退学した。賢と出会い、啓介の事務所でスタッフとして働き始める。よゐこの濱口優を「男前」と激賞する。弟・鳩彦（やすひこ）がいる。
中原（なかはら）
慶安女子校の教師。沙季のことを好きになるが思いは通じず、後に塾講師に転職する。
紺野 沙季（こんの さき）
彬子の親友。冷めた感じのする一匹狼のタイプ。彬子のことが好き。
北見 ゆり（きたみ ゆり）
タカのクラスメイト（2年）。転校してきたばかり。人なつっこい性格。
和弥（かずや）
母親の再婚相手で高校時代の担任教師・武夫のことが好き。母方の祖母から「民法上は、一度でも直系家族になった男女は結婚できない」と釘を指される。
大学院生の時に、偶然衿子が晴明と電話しているのを聞いてしまい、自分も人に言えない恋をしていることを話す。
葛西 武夫（かさい たけお）
和弥の高校時代の担任で、和弥の母親と結婚した。和弥との年齢差は9歳。年齢が近いことで親族から猛反対されたが、「家族」として和弥を支える。和弥から決断を迫られ一度は離れるが、和弥が大学を卒業する時に迎えに行き「秘密の関係」を始める。
聖美（きよみ）
和弥の母親で小説家。18歳の時に亡き恋人・和弥の子を未婚のまま産みシングルマザーとして育ててきたが、36歳の時に9歳年下の武夫と再婚するが、半月後に交通事故で急死する。
櫻井 美子（さくらい よしこ）
手芸部部長。眼鏡をかけた地味な女子。父親は銀行員、母親はピアノ教師で、一人娘なので溺愛されて育った。輝くような美貌を持つ天野優がよく部室を訪れるようになり、少しだけ心が高鳴る。
周防 貴大（すおう たかひろ）
子どもの時から背が小さく、自然と「子分」として扱われるような日々を送っていた。姉の友人・ミチルの男前な性格に憧れ、「アニキ」と呼び慕う。
讃岐 ミチル（さぬき みちる）
貴大の姉・薫の友人。趣味のバッグ作りが高じて、次第にオーダーメイドのバッグ作りで生計を立てていく。近所の双子の革具職人、鶴雄・亀雄（80歳）の元で手習いをする。
轡田（くつわだ）
音大の優秀な学生。江梨奈が彬子との合奏の練習のために、音大の理事を務める伯母に紹介してもらった。我が儘で幼稚で怠惰な江梨奈のことが嫌いだが、そんな江梨奈を気になっている自分はもっと嫌い。

## 書誌情報
- 海野つなみ 『回転銀河』 講談社〈KC Kiss〉 既刊6巻（2010年5月時点）
  1. 2003年8月8日発売、ISBN 4-06-340445-5
  2. 2004年3月12日発売、ISBN 4-06-340477-3
  3. 2005年1月13日発売、ISBN 4-06-340526-5
  4. 2005年10月13日発売、ISBN 4-06-340563-X
  5. 2008年8月11日発売、ISBN 978-4-06-340714-3
  6. 2009年6月12日発売、ISBN 978-4-06-340755-6
- 海野つなみ 『新装版 回転銀河』 講談社〈KC Kiss〉 既刊6巻（2018年5月時点）
  1. 2018年3月13日発売、ISBN 978-4-06-511361-5
  2. 2018年3月13日発売、ISBN 978-4-06-511362-2
  3. 2018年4月13日発売、ISBN 978-4-06-511363-9
  4. 2018年4月13日発売、ISBN 978-4-06-511364-6
  5. 2018年5月11日発売、ISBN 978-4-06-511365-3
  6. 2018年5月11日発売、ISBN 978-4-06-511366-0